# Gällinge
Gällinge est une paroisse de l'ouest de la Suède, située au nord du Comté de Halland, sur le territoire de la commune actuelle de Kungsbacka.
Malgré sa modeste taille, elle est connue sur Internet pour abriter la station de radio passant en boucle continue Happy H. Christmas par Maniacs of Noise (https://radio.garden/visit/gaellinge/gx2Fef24), l'extrait de musique connu sous le nom de Spinning Seal, en référence au même dans lequel elle est utilisée (https://www.youtube.com/watch?v=fp-).

## Démographie
En 2005, la population de la paroisse de Gällinge était estimée à 702 personnes (contre 654 en 1907).

## Lieux et monuments
- Église médiévale agrandie vers 1750 et à laquelle une tour a été ajoutée en 1828